# Seznam židovských památek ve Středočeském kraji
Toto je seznam židovských památek ve Středočeském kraji aktuální k roku 2012, ve kterém jsou uvedeny židovské památky v oblasti Středočeského kraje.
Informace v části „Popis památky a přístup“ jsou postupně doplňovány a v současnosti slouží především jako příprava podkladů pro stvoření dosud neexistujících článků o jednotlivých památkách Frettiebotem. Poté budou informace zredukovány tak, aby obsahovaly pouze základní informace sloužící k nalezení památky.
| Název                                    | Obrázek                                  | Místo                                                  | Okres          | Druh             | Galerie Commons                                                             | Popis památky a přístup |
| ---------------------------------------- | ---------------------------------------- | ------------------------------------------------------ | -------------- | ---------------- | --------------------------------------------------------------------------- | --- |
| Nový židovský hřbitov v Benešově         | Nový ŽH Benešov                          | Benešov (49°47′6″ s. š., 14°41′44″ v. d.)              | Benešov        | Židovský hřbitov | Kategorie „New Jewish cemetery in Benešov“ na Wikimedia Commons             | Nový židovský hřbitov sousedí s městským hřbitovem v Benešově v ulici K Pazderně a leží necelého půl kilometru na východ od hřbitova Starého. Klíče lze zapůjčit v městském informačním centru. |
| Starý židovský hřbitov v Benešově        | Starý ŽH Benešov                         | Benešov (49°47′5″ s. š., 14°41′20″ v. d.)              | Benešov        | Židovský hřbitov | Kategorie „Old Jewish cemetery in Benešov“ na Wikimedia Commons             | Starý židovský hřbitov v Benešově je situován v Nové pražské ulici severozápadně od Masarykova náměstí v blízkém parku. |
| Modlitebna v Berouně                     |                                          | Beroun (49°57′49″ s. š., 14°4′29″ v. d.)               | Beroun         | Modlitebna       |                                                                             | Bývalá modlitebna se nachází ve městě Beroun na Husově náměstí jako čp. 77 v bývalém domě židovské náboženské obce. |
| Židovský hřbitov v Berouně               | ŽH Beroun                                | Beroun (49°57′30″ s. š., 14°2′49″ v. d.)               | Beroun         | Židovský hřbitov |                                                                             | Židovský hřbitov v Berouně leží v ulici Pod Homolkou naproti sportovnímu centru. |
| Synagoga v Běštíně                       | Synagoga Běštín                          | Běštín (49°48′26″ s. š., 14°1′15″ v. d.)               | Beroun         | Synagoga         | Kategorie „Synagogue in Běštín“ na Wikimedia Commons                        | Bývalá synagoga v Běštíně je v současnosti dům čp. 94 stojící cca 200 m jižně od obecního úřadu na dohled od fotbalového hřiště, nádrže na vodu a potoka Řeřicha. |
| Židovský hřbitov v Blevicích             | ŽH Blevice                               | Blevice (50°12′26″ s. š., 14°14′15″ v. d.)             | Kladno         | Židovský hřbitov | Kategorie „Jewish cemetery in Blevice“ na Wikimedia Commons                 | Starý židovský hřbitov v Blevicích je situován na jižním okraji vsi zkraje lesa při silnici vedoucí od obecního úřadu na jih k Mozolínu. |
| Židovský hřbitov v Bohosticích           | ŽH Bohostice                             | Bohostice (49°35′57″ s. š., 14°8′3″ v. d.)             | Příbram        | Židovský hřbitov | Kategorie „Jewish cemetery in Bohostice“ na Wikimedia Commons               | Židovský hřbitov v Bohosticích leží asi 500 m jihozápadně od obce v lesíku na úbočí kopce Chlumec (na jeho SV okraji). Přístup je možný z východu přes pole nebo ze západu od silnice na Cetyni, nutno přeskočit Chlumecký potok (kopřivy!) a vystoupit svahem na kopec. |
| Židovský hřbitov v Bosyni                | ŽH Bosyně                                | Bosyně (50°25′7″ s. š., 14°33′15″ v. d.)               | Mělník         | Židovský hřbitov | Kategorie „Jewish cemetery in Bosyně“ na Wikimedia Commons                  | Židovský hřbitov se nachází severovýchodně od vsi Bosyně na kraji lesa přístupného po polní cestě odbočující doprava ze silnice na Janovu Ves. Někdy je také nazýván ŽH Vysoká-Bosyně. |
| Synagoga v Brandýse nad Labem            | Synagoga Brandýs nad Labem               | Brandýs nad Labem (50°11′17″ s. š., 14°39′27″ v. d.)   | Praha-východ   | Synagoga         | Kategorie „Former synagogue (Brandýs nad Labem)‎“ na Wikimedia Commons       | Synagoga v Brandýse nad Labem stojí v ulici Na Potoce 140. |
| Židovský hřbitov v Brandýse nad Labem    | Pohřební dům Brandýs nad Labem           | Brandýs nad Labem (50°11′21″ s. š., 14°39′15″ v. d.)   | Praha-východ   | Židovský hřbitov | Kategorie „Jewish cemetery in Brandýs nad Labem“ na Wikimedia Commons       | Židovský hřbitov v Brandýse nad Labem je situován severozápadně od Masarykova náměstí v Kostelecké ulici vedle místní základní školy. |
| Synagoga v Březnici                      | Synagoga Březnice                        | Březnice (49°33′31″ s. š., 13°57′2″ v. d.)             | Příbram        | Synagoga         | Kategorie „Synagogue in Březnice“ na Wikimedia Commons                      | Synagoga stojí v bývalém ghettu Lokšany ve městě Březnice jako čp. 664. |
| Židovský hřbitov v Březnici              | ŽH Březnice                              | Březnice (49°34′4″ s. š., 13°56′47″ v. d.)             | Příbram        | Židovský hřbitov | Kategorie „Jewish cemetery in Březnice“ na Wikimedia Commons                | Židovský hřbitov leží severně od Březnice přibližně v polovině cesty na Přední Poříčí při silnici. |
| Židovský hřbitov v Byšicích              | ŽH Byšice                                | Byšice (50°18′41″ s. š., 14°36′46″ v. d.)              | Mělník         | Židovský hřbitov | Kategorie „Jewish cemetery in Byšice“ na Wikimedia Commons                  | Židovský hřbitov leží v centru Byšic ve Hřbitovní ulici severně od obecního úřadu. |
| Synagoga v Čáslavi                       | Synagoga Čáslav                          | Čáslav (49°54′46″ s. š., 15°23′34″ v. d.)              | Kutná Hora     | Synagoga         | Kategorie „Synagogue in Čáslav“ na Wikimedia Commons                        | Synagoga byla postavena v maurském slohu ve městě Čáslav severně od náměstí Jana Žižky z Trocnova v Masarykově ulici, kde stojí dodnes jako čp. 111. |
| Židovský hřbitov v Čáslavi               | ŽH Čáslav                                | Čáslav (49°55′26″ s. š., 15°23′11″ v. d.)              | Kutná Hora     | Židovský hřbitov | Kategorie „Jewish cemetery in Čáslav“ na Wikimedia Commons                  | Židovský hřbitov je oddělením v jižní části městského hřbitova v Čáslavi v Chotusické ulici na severním okraji města. |
| Synagoga v Čelině                        | 2F exteriér                              | Čelina (49°43′59″ s. š., 14°19′31″ v. d.)              | Příbram        | Synagoga         | Kategorie „Synagogue in Čelina“ na Wikimedia Commons                        | Bývalá synagoga se nachází severně od centra vesnice Čelina. Stojí na mírném návrší obklopena bývalými židovskými domky místního ghetta. |
| Židovský hřbitov v Čelině                | ŽH Čelina                                | Čelina (49°43′44″ s. š., 14°19′10″ v. d.)              | Příbram        | Židovský hřbitov | Kategorie „Jewish cemetery in Čelina“ na Wikimedia Commons                  | Židovský hřbitov se nachází jihozápadně od vsi Čelina, ve svahu na kraji lesa napravo od silnice na Cholín. Část cesty k areálu vede úřes ohrazenou plochu pro dobytek. |
| Synagoga v Činěvsi                       |                                          | Činěves (50°13′36″ s. š., 15°13′8″ v. d.)              | Nymburk        | Synagoga         |                                                                             | Bývalá synagoga stojí v obci Činěves jako čp. 187. |
| Synagoga v Divišově                      | Synagoga Divišov                         | Divišov (49°47′21″ s. š., 14°52′41″ v. d.)             | Benešov        | Synagoga         | Kategorie „Synagogue in Divišov“ na Wikimedia Commons                       | Synagoga v Divišově stojí ve Šternberské ulici jako čp. 158. |
| Židovský hřbitov v Divišově              | ŽH Divišov                               | Divišov (49°48′5″ s. š., 14°53′57″ v. d.)              | Benešov        | Židovský hřbitov | Kategorie „Jewish cemetery Měchnov“ na Wikimedia Commons                    | Židovský hřbitov leží severovýchodně od obce Divišov naproti odbočce na Měchnov. |
| Nová synagoga v Dobříši                  | Synagoga Dobříš                          | Dobříš (49°46′52″ s. š., 14°10′2″ v. d.)               | Příbram        | Synagoga         | Kategorie „Former synagogue (Dobříš)“ na Wikimedia Commons                  | Bývalá synagoga na severozápadním rohu Mírového náměstí čp. 68 u ulice Čs. armády. |
| Stará synagoga v Dobříši                 |                                          | Dobříš (49°46′55″ s. š., 14°10′12″ v. d.)              | Příbram        | Synagoga         |                                                                             | Stará synagoga stávala ve městě Dobříš za sokolovnou a hostincem U Bílého lva. |
| Židovský hřbitov v Dobříši               | ŽH Dobříš                                | Dobříš (49°47′38″ s. š., 14°10′48″ v. d.)              | Příbram        | Židovský hřbitov | Kategorie „Jewish cemetery in Dobříš“ na Wikimedia Commons                  | Židovský hřbitov leží v severovýchodní části města Dobříš poblíž Lípové ulice při modré a zelené turistické značce. Hřbitov má vstup z východní strany. |
| Židovský hřbitov v Dolních Kralovicích   |                                          | Dolní Kralovice                                        | Benešov        | Židovský hřbitov |                                                                             | Židovský hřbitov ležel v severovýchodní části města Dolní Kralovice na levém břehu řeky Želivky, v roce 1971 byl zatopen vodní nádrží Švihov a některé náhrobky byly převezeny do Trhového Štěpánova. |
| Synagoga v Dolním Cetnu                  | Synagoga Dolní Cetno                     | Dolní Cetno (50°24′19″ s. š., 14°48′11″ v. d.)         | Mladá Boleslav | Synagoga         | Kategorie „Former Synagogue in Dolní Cetno“ na Wikimedia Commons            | Bývalá synagoga stojí severně od návsi v Dolním Cetnu jako čp. 30. |
| Židovský hřbitov v Dolním Cetnu          | ŽH Dolní Cetno                           | Dolní Cetno (50°24′27″ s. š., 14°48′16″ v. d.)         | Mladá Boleslav | Židovský hřbitov | Kategorie „Jewish cemetery in Dolní Cetno“ na Wikimedia Commons             | Židovský hřbitov leží na severním konci vsi Dolní Cetno v lese po pravé straně silnice na Katusice. |
| Synagoga v Drážkově                      | Synagoga Drážkov                         | Drážkov (49°39′3″ s. š., 14°17′14″ v. d.)              | Příbram        | Synagoga         | Kategorie „Synagogue in Drážkov“ na Wikimedia Commons                       | Bývalá synagoga na návsi v Drážkově byla postavena roku 1852 na místě starší synagogy. V současnosti je objekt veden jako čp. 33. |
| Židovský hřbitov u Radobylu              | ŽH Drážkov                               | Drážkov (49°38′7″ s. š., 14°16′8″ v. d.)               | Příbram        | Židovský hřbitov | Kategorie „Jewish cemetery in Drážkov“ na Wikimedia Commons                 | Židovský hřbitov se nachází cca 2 km JZ od vsi Drážkov, za křižovatkou ve tvaru T na konci silnice vedoucí na Kamýk nad Vltavou nebo Řadovy. Je přístupný po polní cestě odbočující doprava ze silnice na Řadovy. |
| Synagoga v Hořovicích                    |                                          | Hořovice (49°50′6″ s. š., 13°54′10″ v. d.)             | Beroun         | Synagoga         |                                                                             | Synagoga stojí ve městě Hořovice ve Valdecké ulici jako čp. 408, 50 m jižně od Palackého náměstí. |
| Židovský hřbitov v Hostomicích           | ŽH Hostomice                             | Hostomice (49°48′39″ s. š., 14°1′40″ v. d.)            | Beroun         | Židovský hřbitov | Kategorie „Jewish cemetery in Běštín“ na Wikimedia Commons                  | Židovský hřbitov se nachází v těsném sousednství obce Běštín a je přístupný po zatravněné polní cestě odbočující napravo od silnice na Hostomice ke kraji lesa. Známý je také pod názvem ŽH Běštín. |
| Nový židovský hřbitov v Hostouni         | ŽH Hostouň                               | Hostouň (50°6′46″ s. š., 14°11′28″ v. d.)              | Kladno         | Židovský hřbitov | Kategorie „New Jewish cemetery in Hostouň“ na Wikimedia Commons             | Židovský hřbitov se nachází v Hostouni při silnici Na Obci 300 m severovýchodně od hřbitova starého. Hřbitov je volně přístupný. |
| Starý židovský hřbitov v Hostouni        | ŽH Hostouň                               | Hostouň (50°6′44″ s. š., 14°11′14″ v. d.)              | Kladno         | Židovský hřbitov | Kategorie „Old Jewish cemetery in Hostouň“ na Wikimedia Commons             | Starý židovský hřbitov u Hostouně leží asi 300 m jihozápadně od hřbitova nového v úzkém pruhu lesa na konci polní cesty vedoucí z ulice Na Obci, na pravém břehu Sulovického potoka. |
| Židovský hřbitov v Kamenné               | ŽH Kamenná                               | Kamenná (49°37′43″ s. š., 13°59′22″ v. d.)             | Příbram        | Židovský hřbitov | Kategorie „Jewish cemetery in Kamenná“ na Wikimedia Commons                 | Židovský hřbitov leží severně od vsi Kamenná na jižním okraji lesa 200 m od modře turisticky značené polní cesty odbočující z ohybu silnice vedoucí na Třebsko. Nachází se napůl cesty mezi Kamennou a Zavržicemi, podle nichž se hřbitov někdy také nazývá. |
| Bývalá synagoga na Kladně                | Synagoga Kladno                          | Kladno (50°8′46″ s. š., 14°6′13″ v. d.)                | Kladno         | Synagoga         | Kategorie „Former synagogue in Kladno“ na Wikimedia Commons                 | Bývalá synagoga ve městě Kladno stojí na ulici plk. Stříbrného jako čp. 686. |
| Židovský hřbitov na Kladně               | ŽH Kladno                                | Kladno (50°9′18″ s. š., 14°6′25″ v. d.)                | Kladno         | Židovský hřbitov | Kategorie „Jewish cemetery in Kladno“ na Wikimedia Commons                  | Židovský hřbitov na Kladně leží vedle městského hřbitova ve Slánské ulici. |
| Synagoga v Klučenicích                   | Synagoga Klučenice                       | Klučenice (49°33′14″ s. š., 14°12′48″ v. d.)           | Příbram        | Synagoga         | Kategorie „Synagogue in Klučenice“ na Wikimedia Commons                     | Bývalá synagoga stojí v obci Klučenice jako čp. 80. |
| Synagoga v Kolíně                        | Synagoga Kolín                           | Kolín (50°1′40″ s. š., 15°11′55″ v. d.)                | Kolín          | Synagoga         | Kategorie „Synagogue in Kolín“ na Wikimedia Commons                         | Synagoga ve městě Kolín nacházející se ve dvoře domu čp. 157 v ulici Na Hradbách. |
| Nový židovský hřbitov v Kolíně           | Nový židovský hřbitov Kolín: hrob rabína | Kolín (50°2′17″ s. š., 15°12′ v. d.)                   | Kolín          | Židovský hřbitov | Kategorie „Jewish cemetery in Kolín“ na Wikimedia Commons                   | Nový židovský hřbitov v Kolíně se nachází u Veltrubské ulice naproti městskému hřbitovu. Hřbitov je uzamčen. Klíč si lze po složení zálohy vypůjčit v informačním centru v ulici Na Hradbách. |
| Starý židovský hřbitov v Kolíně          | ŽH Kolín                                 | Kolín (50°1′47″ s. š., 15°11′42″ v. d.)                | Kolín          | Židovský hřbitov | Kategorie „Old jewish cemetery Kolín“ na Wikimedia Commons                  | Starý židovský hřbitov v Kolíně se vstupem z Kmochovy ulice. Hřbitov je uzamčen. Klíč si lze po složení zálohy vypůjčit v informačním centru v ulici Na Hradbách. |
| Synagoga v Kosově Hoře                   | Synagoga Kosova Hora                     | Kosova Hora (49°39′17″ s. š., 14°28′15″ v. d.)         | Příbram        | Synagoga         | Kategorie „Synagogue in Kosova Hora“ na Wikimedia Commons                   | Synagoga v obci Kosova Hora na jižní straně židovského náměstí západně od obecního úřadu, spojena s jednopatrovým rabínským domem čp. 131, v interiéru zbytek klasicistního svatostánku. Budova je v péči OS Synagoga Kosova Hora |
| Židovský hřbitov v Kosově Hoře           | ŽH Kosova Hora                           | Kosova Hora (49°39′2″ s. š., 14°28′23″ v. d.)          | Příbram        | Židovský hřbitov | Kategorie „Jewish cemetery in Kosova Hora“ na Wikimedia Commons             | Židovský hřbitov leží jižně od obce Kosova Hora v lesíku nedaleko křižovatky silnic na Lovčice a Sedlčany |
| Židovský hřbitov v Kostelci nad Labem    | ŽH Kostelec nad Labem                    | Kostelec nad Labem (50°13′36″ s. š., 14°34′52″ v. d.)  | Mělník         | Židovský hřbitov | Kategorie „Jewish cemetery in Kostelec nad Labem“ na Wikimedia Commons      | Židovský hřbitov v Kostelci nad Labem leží u Neratovické ulice se vstupem při domu čp. 552 |
| Židovský hřbitov v Kostelci u Křížků     | ŽH Kostelec u Křížků                     | Kostelec u Křížků (49°54′30″ s. š., 14°33′11″ v. d.)   | Praha-východ   | Židovský hřbitov | Kategorie „Jewish cemetery in Kostelec u Křížků“ na Wikimedia Commons       | Židovský hřbitov je umístěn na západním okraji obce Kostelec u Křížků přístupný po polní cestě odbočující severozápadně od silnice na Radlík |
| Židovský hřbitov v Kouřimi               | ŽH Kouřim                                | Kouřim (50°0′26″ s. š., 14°58′42″ v. d.)               | Kolín          | Židovský hřbitov | Kategorie „Jewish cemetery (Kouřim)“ na Wikimedia Commons                   | Židovský hřbitov leží v severní části Kouřimi vedle městského hřbitova v Okružní ulici dále vedoucí na Klášterní Skalici |
| Synagoga v Kovanicích                    |                                          | Kovanice (50°10′8″ s. š., 15°4′18″ v. d.)              | Nymburk        | Synagoga         |                                                                             | Bývalá synagoga stojí v obci Kovanice čp. 111 jihovýchodně od návsi. |
| Židovský hřbitov v Kovanicích            | 4F                                       | Kovanice (50°9′56″ s. š., 15°3′57″ v. d.)              | Nymburk        | Židovský hřbitov | Kategorie „Jewish cemetery in Kovanice“ na Wikimedia Commons                | Židovský hřbitov leží u Kovanic, napravo od slepé ulice vedoucí jihozápadně od obce. |
| Synagoga v Krakovanech                   |                                          | Krakovany (50°4′7″ s. š., 15°22′8″ v. d.)              | Kolín          | Synagoga         |                                                                             | Synagoga stojí v obci Krakovany jako čp. 90. |
| Synagoga v Kralupech nad Vltavou         | Synagoga Kralupy nad Vltavou             | Kralupy nad Vltavou (50°14′21″ s. š., 14°18′32″ v. d.) | Mělník         | Synagoga         | Kategorie „Synagogue in Kralupy nad Vltavou“ na Wikimedia Commons           | Synagoga stojí ve městě Kralupy nad Vltavou v ulici S. K. Neumanna čp. 88. |
| Synagoga v Křinci                        |                                          | Křinec (50°15′55″ s. š., 15°8′15″ v. d.)               | Nymburk        | Synagoga         |                                                                             | Synagoga v městysu Křinec jihozápadně od náměstí v ulici Dr. Chmelaře čp. 43. |
| Židovský hřbitov v Křinci                | 1F                                       | Křinec (50°15′55″ s. š., 15°7′4″ v. d.)                | Nymburk        | Židovský hřbitov | Kategorie „Jewish cemetery in Křinec“ na Wikimedia Commons                  | Židovský hřbitov u městysu Křinec, pod svahem vrchu Chotuc při levé straně silnice vedoucí na Mečíř (od Chotucké ulice) |
| Synagoga v Kutné Hoře                    | 3F exteriér                              | Kutná Hora (49°56′52″ s. š., 15°15′50″ v. d.)          | Kutná Hora     | Synagoga         | Kategorie „Synagogue in Kutná Hora“ na Wikimedia Commons                    | Synagoga ve městě Kutná Hora ve Smíškově ulici čp. 619, postavená v secesním slohu s dochovanými prvky interiéru; využívána Církví československou husitskou |
| Synagoga v Kůzové                        |                                          | Kůzová (50°2′20″ s. š., 13°31′47″ v. d.)               | Rakovník       | Synagoga         |                                                                             | Bývalá synagoga na SV okraji vsi Kůzová, čp. 38, přestavěná k obytným účelům |
| Synagoga v Litni                         | Synagoga Liteň                           | Liteň (49°54′15″ s. š., 14°8′53″ v. d.)                | Beroun         | Synagoga         | Kategorie „Former Synagogue in Liteň“ na Wikimedia Commons                  | Synagoga v městysu Liteň, Náměstí čp. 72, 50 m od úřadu městyse, přestavěná a používaná jako hasičská zbrojnice |
| Židovský hřbitov v Litni                 | ŽH Liteň                                 | Liteň (49°53′45″ s. š., 14°8′38″ v. d.)                | Beroun         | Židovský hřbitov | Kategorie „Jewish cemetery in Liteň“ na Wikimedia Commons                   | Židovský hřbitov u Litně nalevo od silničky z Mánesovy ulice na Skuhrov a Nesvačily na kraji lesa |
| Synagoga v Lochovicích                   |                                          | Lochovice (49°51′8″ s. š., 13°58′54″ v. d.)            | Beroun         | Synagoga         |                                                                             | Synagoga v obci Lochovice, v ulici U luhu čp. 95 / 124, využívaná jako obytný dům, cca 50 m jižně od obecního úřadu, na severovýchod od zámku |
| Synagoga v Lysé nad Labem                | Synagoga Lysá nad Labem                  | Lysá nad Labem (50°12′9″ s. š., 14°50′37″ v. d.)       | Nymburk        | Synagoga         | Kategorie „Synagogue in Lysá nad Labem“ na Wikimedia Commons                | Synagoga ve městě Lysá nad Labem, ulici Poděbradově čp. 116 severovýchodně od Husova náměstí, je přestavěná a v užívání jako obytný dům |
| Židovský hřbitov v Lysé nad Labem        | ŽH Lysá nad Labem                        | Lysá nad Labem (50°12′35″ s. š., 14°50′28″ v. d.)      | Nymburk        | Židovský hřbitov | Kategorie „Jewish cemetery (Lysá nad Labem)“ na Wikimedia Commons           | Bývalý židovský hřbitov ve městě Lysá nad Labem u městského hřbitova, v současnosti park s památníkem |
| Židovský hřbitov v Malešově              | 3F                                       | Malešov (49°54′32″ s. š., 15°13′8″ v. d.)              | Kutná Hora     | Židovský hřbitov | Kategorie „Jewish cemetery in Malešov“ na Wikimedia Commons                 | Židovský hřbitov v jihozápadní části Malešova při silnici na Roztěž |
| Židovský hřbitov v Mělníku               | ŽH Mělník                                | Mělník (50°21′35″ s. š., 14°29′9″ v. d.)               | Mělník         | Židovský hřbitov | Kategorie „Jewish cemetery in Mělník“ na Wikimedia Commons                  | Židovský hřbitov, založený v roce 1878, se nalézá v Mělníku v Dobrovského ulici za domem čp. 1743/30. Hřbitov není z ulice nijak označen. Za kamennou zdí se dochovalo kolem 130 náhrobních kamenů do poloviny 2. světové války, kdy proběhl poslední obřad. Obřadní síň, v současnosti dům čp. 1743/30, je od 50. let soukromým majetkem, adaptovaným na pekárnu a byt. K významným pohřbeným patří např. lokální školní inspektor a předseda ŽNO Emanuel Mendl, rabín Adolf Polák či primář nemocnice MUDr. Samuel Treulich. Jeden z náhrobků nese jméno JUDr. Emanuela Kantora, který zemřel v Santiagu de Chile roku 1987. |
| Synagoga v Městci Králové                | Synagoga Městec Králové                  | Městec Králové (50°12′21″ s. š., 15°17′52″ v. d.)      | Nymburk        | Synagoga         |                                                                             | Synagoga ve městě Městec Králové, v ulici 5. května čp. 313 jižně od náměstí Republiky s farní kanceláří a zvonicí; budovu využívá Církev československá husitská |
| Židovský hřbitov v Městci Králové        |                                          | Městec Králové (50°12′3″ s. š., 15°16′55″ v. d.)       | Nymburk        | Židovský hřbitov |                                                                             | Židovský hřbitov na JZ města Městec Králové v areálu městského hřbitova, v ulici Míru. U vchodu stojí bývalá márnice. |
| Židovský hřbitov v Mladé Boleslavi       | ŽH Mladá Boleslav                        | Mladá Boleslav (50°24′23″ s. š., 14°54′9″ v. d.)       | Mladá Boleslav | Židovský hřbitov | Kategorie „Jewish cemetery in Mladá Boleslav“ na Wikimedia Commons          | Židovský hřbitov v jižní části města Mladá Boleslav s hlavním vchodem z Pražské ulice. K místu také vede od jihu ulice U Židovského hřbitova. U vstupu stojí bývalá márnice, jižní části hřbitova stojí osmiboká obřadní síň s expozicí o místní židovské obci, další expozice se nachází v sousední márnici. Klíče lze zapůjčit v hradním muzeu nebo městském informačním centru. |
| Synagoga v Mníšku pod Brdy               |                                          | Mníšek pod Brdy (49°52′0″ s. š., 14°15′55″ v. d.)      | Příbram        | Synagoga         |                                                                             | Barokní synagoga ve městě Mníšek pod Brdy v Komenského ulici čp. 182, přestavěná na obytný dům |
| Synagoga v Mořině                        | Synagoga Mořina                          | Mořina (49°57′12″ s. š., 14°12′36″ v. d.)              | Beroun         | Synagoga         | Kategorie „Former Synagogue in Mořina“ na Wikimedia Commons                 | Synagoga v obci Mořina, cca 200 m západně od obecního úřadu, přestavěna na sokolovnu, v současnosti využívána jako obytný dům |
| Židovský hřbitov v Mořině                | ŽH Mořina                                | Mořina (49°57′22″ s. š., 14°12′18″ v. d.)              | Beroun         | Židovský hřbitov | Kategorie „Jewish cemetery in Mořina“ na Wikimedia Commons                  | Židovský hřbitov SZ od Mořiny ve stráni na kraji lesa |
| Synagoga v Načeradci                     | Synagoga Načeradec                       | Načeradec (49°36′25″ s. š., 14°54′19″ v. d.)           | Benešov        | Synagoga         | Kategorie „Synagogue in Načeradec“ na Wikimedia Commons                     | Bývalá synagoga v obci Načeradec - po přestavbě na sklad zachovány pouze pozůstatky |
| Židovský hřbitov v Načeradci             | ŽH Načeradec                             | Načeradec (49°36′22″ s. š., 14°54′7″ v. d.)            | Benešov        | Židovský hřbitov | Kategorie „Jewish cemetery in Načeradec“ na Wikimedia Commons               | Židovský hřbitov v Načeradci jižně od silnice na Louňovice pod Blaníkem, u konce poslední odbočky ze silnice doleva |
| Židovský hřbitov v Neustupově            | 2F                                       | Neustupov (49°37′16″ s. š., 14°41′8″ v. d.)            | Benešov        | Židovský hřbitov | Kategorie „Jewish cemetery in Neustupov“ na Wikimedia Commons               | Židovský hřbitov SZ od Neustupova severně od silnice na Hostišov, v lesíku přístupný po polní cestě |
| Synagoga v Neveklově                     |                                          | Neveklov (49°45′9″ s. š., 14°32′3″ v. d.)              | Benešov        | Synagoga         |                                                                             | Synagoga ve městě Neveklov v Táborské ulici nedaleko náměstí ve dvoře domu u autobusové zastávky |
| Židovský hřbitov v Neveklově             | ŽH Neveklov                              | Neveklov (49°44′48″ s. š., 14°32′8″ v. d.)             | Benešov        | Židovský hřbitov | Kategorie „Jewish cemetery in Neveklov“ na Wikimedia Commons                | Židovský hřbitov jižně od Neveklova u odbočky na Hůrku Kapinos a Zárybnice, (další informace) |
| Synagoga v Novém Strašecí                | Synagoga Nové Strašecí                   | Nové Strašecí (50°9′7″ s. š., 13°53′57″ v. d.)         | Rakovník       | Synagoga         | Kategorie „Former Synagogue in Nové Strašecí“ na Wikimedia Commons          | Bývalá synagoga ve městě Nové Strašecí v severní části ulice Al. Jiráska čp. 432 jižně od Komenského náměstí, používána jako modlitebna Církve československé husitské |
| Židovský hřbitov v Novém Strašecí        | ŽH Nové Strašecí                         | Nové Strašecí (50°8′42″ s. š., 13°54′12″ v. d.)        | Rakovník       | Židovský hřbitov | Kategorie „Jewish cemetery in Nové Strašecí“ na Wikimedia Commons           | Židovský hřbitov na jižním okraji města, za městským hřbitovem, v ulici U hřbitova, jež ústí do silnice vedoucí do Pecínova. |
| Synagoga v Nymburku                      |                                          | Nymburk (50°11′8″ s. š., 15°2′19″ v. d. ?)             | Nymburk        | Synagoga         |                                                                             | Synagogu v Nymburce dnes využívá Polabské muzeum v Poděbradech např. pro expozici věnovanou dějinám nymburské ŽO na ženské galerii |
| Synagoga v Petrovicích                   | Synagoga Petrovice                       | Petrovice (49°33′11″ s. š., 14°20′13″ v. d.)           | Příbram        | Synagoga         | Kategorie „Synagogue in Petrovice“ na Wikimedia Commons                     | Synagoga v obci Petrovice čp. 66 JV od kostela, přístupná uličkou z JZ rohu náměstí; přestavěna na bytovou jednotku |
| Židovský hřbitov v Poděbradech           |                                          | Poděbrady (50°7′56″ s. š., 15°6′17″ v. d.)             | Nymburk        | Židovský hřbitov |                                                                             | Židovský hřbitov v Poděbradech má oddělení na městském hřbitově na předměstí Kluk při silnici na Pískovou Lhotu s obřadní síní. |
| Synagoga v Plaňanech                     |                                          | Plaňany (50°3′6″ s. š., 15°1′58″ v. d.)                | Kolín          | Synagoga         | 1F                                                                          | Synagoga v městysu Plaňany naproti kostelu a hřbitovu za ním v Pražské ulici, využívána Církví československou husitskou; zapsána v Ústředním seznamu nemovitých kulturních památek ČR pod č. 101789 |
| Synagoga v Postřižíně                    | Synagoga Postřižín                       | Postřižín (50°13′57″ s. š., 14°23′9″ v. d.)            | Mělník         | Synagoga         | Kategorie „Former synagogue in Postřižín“ na Wikimedia Commons              | Synagoga v obci Postřižín stála na místě budovy dnešního obecního úřadu v Pražské ulici čp. 42, bývalé čp. 42 byla škola a vedle modlitebna, roku 1949 zde byl zřízen dětský útulek, pak však byly budovy zbourány; jiný zdroj uvádí, že po mnoha přestavbách byla synagoga adaptována na hasčskou zbrojnici a byt. |
| Židovský hřbitov v Postřižíně            | ŽH Postřižín                             | Postřižín (50°13′48″ s. š., 14°23′46″ v. d.)           | Mělník         | Židovský hřbitov | Kategorie „Jewish cemetery in Postřižín“ na Wikimedia Commons               | Židovský hřbitov u Postřižína přístupný po polní cestě odbočující doleva ze silnice na Klíčany |
| Židovský hřbitov u Praskoles             |                                          | Praskolesy (49°51′40″ s. š., 13°56′28″ v. d.)          | Beroun         | Židovský hřbitov |                                                                             | Židovský hřbitov JV od Praskolesů při silnici na Netolice |
| Synagoga v Pravoníně                     | Synagoga Pravonín                        | Pravonín (49°38′16″ s. š., 14°56′39″ v. d.)            | Benešov        | Synagoga         | Kategorie „Synagogue in Pravonín“ na Wikimedia Commons                      | Synagoga v Pravoníně, používaná jako půda rekreační chalupy |
| Židovský hřbitov v Pravoníně             | ŽH Pravonín                              | Pravonín (49°38′40″ s. š., 14°56′44″ v. d.)            | Benešov        | Židovský hřbitov | Kategorie „Jewish cemetery in Pravonín“ na Wikimedia Commons                | Židovský hřbitov severně od Pravonína, na kraji lesa, přístupný po polní cestě |
| Židovský hřbitov v Příbrami              | ŽH Příbram                               | Příbram (49°41′48″ s. š., 14°1′24″ v. d.)              | Příbram        | Židovský hřbitov | Kategorie „Jewish cemetery in Příbram“ na Wikimedia Commons                 | Židovský hřbitov s márnicí a památníkem obětem holocaustu na SV města Příbrami při silnici odbočující SV od Jinecké ulice |
| Synagoga v Přistoupimi                   | Synagoga Přistoupim                      | Přistoupim (50°3′23″ s. š., 14°52′35″ v. d.)           | Kolín          | Synagoga         | Kategorie „Synagogue in Přistoupim“ na Wikimedia Commons                    | Bývalá synagoga v obci Přistoupim, čp. 80, po přestavbě v současnosti využívána obecním úřadem i jako knihovna; nad průčelím zachovány kamenné desky Desatera |
| Židovský hřbitov v Přistoupimi           | ŽH Přistoupim                            | Přistoupim (50°3′24″ s. š., 14°52′38″ v. d.)           | Kolín          | Židovský hřbitov |                                                                             | Židovský hřbitov v Přistoupimi několik desítek metrů severně od obecního úřadu vedle fotbalového hřiště |
| Synagoga v Pyšelích                      | Synagoga Pyšely                          | Pyšely (49°52′43″ s. š., 14°40′40″ v. d.)              | Benešov        | Synagoga         | Kategorie „Former synagogue in Pyšely“ na Wikimedia Commons                 | Synagoga ve městě Pyšely v ulici Na Košíku čp. 97. Byla postavena v 19. století v novorománském slohu. Roku 1925 ji zakoupil Ústav pro chov a výcvik služebních psů četnictva |
| Synagoga v Rakovníku                     | Synagoga Rakovník                        | Rakovník (50°6′22″ s. š., 13°43′48″ v. d.)             | Rakovník       | Synagoga         | Kategorie „Former synagogue (Rakovník)“ na Wikimedia Commons                | Synagoga ve městě Rakovník ve Vysoké ulici čp. 232 severně od Husova náměstí se zachovaným rokokovým svatostánkem a kamenným portálem hebrejským nápisem, využívána ke koncertům a jako galerie |
| Židovský hřbitov v Rakovníku             | ŽH Rakovník                              | Rakovník (50°5′58″ s. š., 13°44′38″ v. d.)             | Rakovník       | Židovský hřbitov | Kategorie „Jewish cemetery in Rakovník“ na Wikimedia Commons                | Židovský hřbitov ve východní části města Rakovník v ulici Frant. Diepolta, s obřadní síní a domkem hrobníka s expozicí o místní židovské komunitě |
| Modlitebna v Říčanech                    |                                          | Říčany (49°59′29″ s. š., 14°39′16″ v. d.)              | Praha-východ   | Modlitebna       |                                                                             | Bývalá modlitebna ve městě Říčany ve dvoře čp. 6 na Masarykově náměstí, přestěhována z čp. 7, přestavěna na požární zbrojnici, dům má v přízemí obchod a v patře modlitební místnost křesťanské církve a byt; v místním muzeu je jedna stříbrná destička z bývalého interiéru modlitebny |
| Synagoga v Prčici                        |                                          | Sedlec-Prčice (49°34′42″ s. š., 14°32′26″ v. d.)       | Příbram        | Synagoga         |                                                                             | Synagoga ve dvoře domu čp. 68 na dnešním Vítkově náměstí v Prčici, zcela přestavěná na výrobní podnik |
| Židovský hřbitov v Prčici                | Židovský hřbitov v Prčici                | Sedlec-Prčice (49°35′18″ s. š., 14°32′37″ v. d.)       | Příbram        | Židovský hřbitov | Kategorie „Jewish cemetery in Prčice“ na Wikimedia Commons                  | Židovský hřbitov u rybníka Fabiánek u Prčice přístupný po polní cestě odbočující doleva ze silnice II/121 (pokračování Benešovské ulice) |
| Synagoga ve Slaném                       | Synagoga Slaný                           | Slaný (50°13′52″ s. š., 14°5′21″ v. d.)                | Kladno         | Synagoga         |                                                                             | Synagogu ve městě Slaný na Fričově ulici čp. 149 (necelých 100 m na východ od Masarykova náměstí) používá Státní okresní archiv; bývalá židovská škola čp. 150 přestavěna na obytný dům |
| Židovský hřbitov ve Slaném               | ŽH Slaný                                 | Slaný (50°14′8″ s. š., 14°5′38″ v. d.)                 | Kladno         | Židovský hřbitov | Kategorie „Jewish cemetery in Slaný“ na Wikimedia Commons                   | Židovský hřbitov ve Slaném na sv. okraji města mezi Lázeňskou a Nosečickou ulicí, za komunálním hřbitovem; příchod ulicí Na Vinici, poté podle zadní zdi městského hřbitova pěšinou s kopce |
| Židovský hřbitov ve Spomyšli             | ŽH Spomyšl                               | Spomyšl (50°20′36″ s. š., 14°21′34″ v. d.)             | Mělník         | Židovský hřbitov | Kategorie „Jewish cemetery in Spomyšl“ na Wikimedia Commons                 | Židovský hřbitov se nachází severně od Spomyšle na kraji lesa hraničícího s polem nad silnicí na Daminěves a Cítov. |
| Synagoga ve Strančicích                  | Synagoga Strančice                       | Strančice (49°56′53″ s. š., 14°40′38″ v. d.)           | Praha-východ   | Synagoga         | Kategorie „Synagogue in Strančice“ na Wikimedia Commons                     | Synagoga v obci Strančice v Revoluční ulici čp. 33 s pamětní deskou, nyní spravována Židovskou obcí Praha |
| Židovský hřbitov ve Strančicích          |                                          | Strančice (49°56′50″ s. š., 14°39′55″ v. d.)           | Praha-východ   | Židovský hřbitov |                                                                             | Židovský hřbitov na západě obce Strančice v ulici K Měnírně. Zachována je hřbitovní zeď, některé podstavce a kamenné obruby hrobů a několik povalených náhrobních kamenů. |
| Židovský hřbitov ve Studeném             |                                          | Studený (49°36′10″ s. š., 15°8′5″ v. d.)               | Benešov        | Židovský hřbitov |                                                                             | Židovský hřbitov JV od Studeného, přístupný od silničky odbočující doprava ze silnice na Dunice |
| Židovský hřbitov ve Svinařově            |                                          | Svinařov (50°0′38″ s. š., 13°40′34″ v. d.)             | Rakovník       | Židovský hřbitov |                                                                             | Židovský hřbitov v polích u vesnice Svinařov, přístupný po polní cestě odbočující doleva ze silnice na Rousínov |
| Židovský hřbitov v Trhovém Štěpánově     | ŽH Trhový Štěpánov                       | Trhový Štěpánov (49°42′28″ s. š., 15°0′22″ v. d.)      | Benešov        | Židovský hřbitov | Kategorie „Jewish cemetery in Trhový Štěpánov“ na Wikimedia Commons         | Židovský hřbitov na jihu Trhového Štěpánova přístupný po silnici odbočující doprava ze silnice na Chlum za železničním přejezdem |
| Židovský hřbitov (Třebotov)              | ŽH Třebotov                              | Třebotov (49°58′22″ s. š., 14°18′5″ v. d.)             | Praha-západ    | Židovský hřbitov | Kategorie „Jewish cemetery (Třebotov)“ na Wikimedia Commons                 | Židovský hřbitov v lese v jihovýchodní části Třebotova, je přístupný po polní cestě odbočující na jihovýchod z ulice Na Šumavě. |
| Synagoga v Uhlířských Janovicích         | Synagoga Uhlířské Janovice               | Uhlířské Janovice (49°52′48″ s. š., 15°3′52″ v. d.)    | Kutná Hora     | Synagoga         | Kategorie „Synagogue in Uhlířské Janovice“ na Wikimedia Commons             | Bývalá synagoga ve Zdravotní ulici čp. 111 s mnoha dochovanými prvky interiéru včetně vitrážových oken s Davidovou hvězdou; využívána Církví československou husitskou |
| Židovský hřbitov v Uhlířských Janovicích | ŽH Uhlířské Janovice                     | Uhlířské Janovice (49°52′29″ s. š., 15°3′42″ v. d.)    | Kutná Hora     | Židovský hřbitov | Kategorie „Jewish cemetery in Uhlířské Janovice“ na Wikimedia Commons       | Zbytky židovského hřbitova v Uhlířských Janovicích v ulici Ke Koupališti v jižní části města |
| Synagoga ve Velkých Přílepech            |                                          | Velké Přílepy (50°9′35″ s. š., 14°18′11″ v. d.)        | Praha-západ    | Synagoga         |                                                                             | Bývalá synagoga v obci Velké Přílepy v Kladenské ulici čp. 84, adaptovaná na obytné účely |
| Synagoga ve Velvarech                    | Synagoga Velvary                         | Velvary (50°16′41″ s. š., 14°14′13″ v. d.)             | Kladno         | Synagoga         | Kategorie „Former synagogue in Velvary“ na Wikimedia Commons                | Synagoga ve městě Velvary na ulici Karla Krohna 527 jižně od náměstí Krále Vladislava; v interiéru na východní straně je dochováno Desatero |
| Židovský hřbitov ve Veselici             | ŽH Veselice                              | Veselice (50°24′5″ s. š., 15°7′37″ v. d.)              | Mladá Boleslav | Židovský hřbitov | Kategorie „Jewish cemetery in Veselice“ na Wikimedia Commons                | Židovský hřbitov severně od Veselice, přístupný po polní cestě vedoucí od obce cca 350 m do lesa. Před hřbitovem stojí dům správce. Zajímavosti: dětský hrob s andělíčky a dvě stély v severní hřbitovní zdi. |
| Židovský hřbitov ve Vlašimi              | ŽH Vlašim                                | Vlašim (49°42′50″ s. š., 14°54′37″ v. d.)              | Benešov        | Židovský hřbitov | Kategorie „Jewish cemetery in Vlašim“ na Wikimedia Commons                  | Židovský hřbitov ve východní části Vlašimi ve Vlasákově ulici západně od městského hřbitova |
| Synagoga ve Vojkovicích                  | Synagoga Vojkovice                       | Vojkovice (50°17′50″ s. š., 14°22′27″ v. d.)           | Mělník         | Synagoga         | Kategorie „Synagogue in Vojkovice“ na Wikimedia Commons                     | Zaniklá synagoga se nachází v obci Vojkovice za domem čp. 25 východně od návsi. Postavena byla v klasicistním slohu v letech 1808 – 1814, ve 30. letech 19. století došlo k přestavbě a rozšíření. Bohoslužby se zde pravidelně sloužily do roku 1893, pak však budova zůstala nevyužitá a chátrala. Do současnosti se z ní zachovalo pouze obvodové zdivo do výšky asi čtyř a půl metru, bývalý interiér je součástí dvorku. K pohřbům se využíval židovský hřbitov ve Spomyšli, místní ŽO se v roce 1893 připojila k ŽO Postřižín.                                                                                           |
| Židovský hřbitov ve Voticích             | ŽH Votice                                | Votice (49°38′19″ s. š., 14°38′54″ v. d.)              | Benešov        | Židovský hřbitov | Kategorie „Jewish cemetery in Votice“ na Wikimedia Commons                  | Židovský hřbitov ve Voticích u Vápenné ulice východně od náměstí. Klíče lze zapůjčit v městském informačním centru. |
| Synagoga ve Všeradicích                  |                                          | Všeradice (49°52′24″ s. š., 14°6′32″ v. d.)            | Beroun         | Synagoga         |                                                                             | Klasicistní synagoga v obci Všeradice čp. 2, cca 100 m JZ od místního kostela a 40 m severně od zámku |
| Synagoga ve Vysokém Újezdě               | Vysoký Újezd                             | Vysoký Újezd (49°59′32″ s. š., 14°12′24″ v. d.)        | Beroun         | Synagoga         | Kategorie „Former Synagogue in Vysoký Újezd“ na Wikimedia Commons           | Bývalá synagoga v obci Vysoký Újezd čp. 54, v současnosti obytný dům |
| Synagoga v Zalužanech                    | Synagoga Zalužany                        | Zalužany (49°32′27″ s. š., 14°5′9″ v. d.)              | Příbram        | Synagoga         | Kategorie „Former Synagogue in Zalužany“ na Wikimedia Commons               | Synagoga v obci Zalužany čp. 34 s dochovaným exteriérem, využívaná jako dílna (k focení přístup zezadu). |
| Židovský hřbitov v Zalužanech            | ŽH Zalužany                              | Zalužany (49°32′45″ s. š., 14°4′58″ v. d.)             | Příbram        | Židovský hřbitov | Kategorie „Jewish cemetery in Zalužany“ na Wikimedia Commons                | Židovský hřbitov v SZ části obce Zalužany, situován při silnici odbočující z hlavního tahu Praha - Písek a procházející vsí, severně od zámku, asi 200 m jižně od vesnického hřbitova. Je kulturní památkou. |
| Synagoga v Zámostí                       | Synagoga Zámostí                         | Zámostí (50°22′23″ s. š., 14°52′25″ v. d.)             | Mladá Boleslav | Synagoga         |                                                                             | Synagoga ve vsi Zámostí čp. 24 s dochovaným vstupním kamenným portálem se zbytky nápisu v hebrejštině a zbytky původní výzdoby v původním modlitebním sále; v současnosti obytný dům a dílna |
| Židovský hřbitov v Zámostí               | ŽH Zámostí                               | Zámostí (50°22′16″ s. š., 14°52′32″ v. d.)             | Mladá Boleslav | Židovský hřbitov | Kategorie „Jewish cemetery in Zámostí (Písková Lhota)“ na Wikimedia Commons | Židovský hřbitov v jižní části vsi Zámostí, 150 m severovýchodně od zříceniny Starý Stránov. Zajímavost: oddělení pro Kohanity. |
| Synagoga v Zásmukách                     | Synagoga Zásmuky                         | Zásmuky (49°57′11″ s. š., 15°1′41″ v. d. ?)            | Kolín          | Synagoga         | Kategorie „Synagogue in Zásmuky“ na Wikimedia Commons                       | Synagoga ve městě Zásmuky v Nerudově (původně Židovské) ulici, proti ní stojí přízemní, původně židovské domky, ve fasádě severní zdi zazděno kamenné Desatero, uvnitř dochovány původní lavice, ženská galerie i výklenek pro svatostánek; využívána Českobratrskou církví evangelickou |
| Židovský hřbitov ve Zbraslavicích        | ŽH Zbraslavice                           | Zbraslavice (49°49′11″ s. š., 15°11′9″ v. d.)          | Kutná Hora     | Židovský hřbitov | Kategorie „Jewish cemetery in Zbraslavice“ na Wikimedia Commons             | Židovský hřbitov v severní části Zbraslavic v chatové osadě U Šárů |
| Synagoga ve Zderazi                      | Synagoga Zderaz                          | Zderaz (50°8′16″ s. š., 13°34′42″ v. d.)               | Rakovník       | Synagoga         | Kategorie „Synagogue in Zderaz“ na Wikimedia Commons                        | Synagoga ve východní části vsi Zderaz mezi domy čp. 29 a 20 s původním tvarem zazděných oken, Desaterem ve štítu a poškozenou dvoupatrovou ženskou galerií |
| Židovský hřbitov ve Zderazi              | ŽH Zderaz                                | Zderaz (50°7′40″ s. š., 13°33′31″ v. d.)               | Rakovník       | Židovský hřbitov | Kategorie „Jewish cemetery in Zderaz“ na Wikimedia Commons                  | Židovský hřbitov ve Zderazu se nachází v polích mezi Zderazem a Oráčovem. |
| Židovský hřbitov ve Zlonicích            | ŽH Zlonice                               | Zlonice (50°16′48″ s. š., 14°5′49″ v. d.)              | Kladno         | Židovský hřbitov | Kategorie „Jewish cemetery (Zlonice)“ na Wikimedia Commons                  | Židovský hřbitov ve Zlonicích je situován jižně od obce u křesťanského hřbitova západně od Liehmanovy ulice. |

Vysvětlivky k tabulce
- Památky jsou řazeny podle abecedního pořadí místa
- Název - název článku na Wikipedii, abecedně dle místa, poklikem na nadpis lze třídit
- Obrázek - existující obrázek nahraný na Commons
- Místo - nejbližší město, obec nebo vesnice, v závorce GPS - poloha památky dle Global Positioning System, lze třídit
- Okres - okres, ve kterém se místo nachází, lze třídit
- Druh - druh památky, např. židovský hřbitov nebo synagoga, lze třídit
- Galerie Commons - odkaz na Commons na existující kategorii s fotografiemi
- Popis památky a přístup - název s podrobnostmi polohy, přístupnost pro návštěvu nebo informace, kde je možné si vypůjčit klíč, je-li památka zamknutá